# ابیاسانیان
ابیاسانیان (به لاتین: Scolopaci) زیرراسته‌ای از پرندگان کنارآبچر در راسته سلیم‌سانان (Charadriiformes) است که دارای تیره‌های زیر است:
- تیرهٔ پاشلک‌های رنگین (Rostratulidae) (3 گونه)
- تیرهٔ روآبروکان (Jacanidae) (8 گونه)
- تیرهٔ Pedionomidae - دشت‌گردان
- تیرهٔ Thinocoridae - دانه‌پاشلک‌ها (۴ گونه)
- تیرهٔ Scolopacidae - آبچلیک‌ها و پاشلک‌ها (۹۸ گونه)